# Richard Neher
Pour les articles homonymes, voir Neher.
Richard El’hanan Neher (né le 12 août 1910 à Sarrebruck et mort le 8 avril 1981 à Strasbourg) est un magistrat français, frère aîné du philosophe André Neher.

## Biographie
Richard Neher,,, est né à Sarrebruck, dans l'Empire allemand le 12 août 1910. Sa famille déménage à Strasbourg redevenue française en 1918. Son père est Albert Neher, né en 1879 à Langensoultzbach, Alsace, et mort le 18 janvier 1945 à Lyon. Sa mère est Rosette Neher (née Srauss), née en 1888 et morte en 1963 à Strasbourg.
Son frère cadet est André Neher, né le 22 octobre 1914 à Obernai et mort le 23 octobre 1988 à Jérusalem, en Israël. Il a deux sœurs : Hélène Samuel (Neher), née le 14 janvier 1912 à Obernai et morte le 11 novembre 2005 à Jérusalem en Israël, et Suzanne Suzel Neher (Revel).
Albert Neher est un juif traditionaliste qui enseigne à ses fils la Torah. Durant la Seconde Guerre mondiale, Albert Neher écrit et illustre une Haggadah, pour chacune des quatre années.
Richard Neher épouse en 1942 Juliette Neher (née Dreyfuss), née en 1921 et morte en juin 2012.
Ils ont deux filles.

### Seconde Guerre mondiale
Jeune magistrat, Richard Neher est révoqué par les décrets de Vichy.
Avec sa famille, son père Albert Neher et son frère André Neher, il passe la Seconde Guerre mondiale, "Mahanayim" en Corrèze près de Brive-la-Gaillarde, dont le rabbin est David Feuerwerker. Richard Neher et André Neher vont collaborer plus tard avec le rabbin Feuerwerker dans l'"Unité", le  premier hebdomadaire juif depuis la guerre, publié à Lyon.

### Après la Guerre
En 1945, il est réinstallé dans ses fonctions. Il devient Conseiller à la Cour d’Appel de Colmar, puis Président du Tribunal de Grande Instance de Sarreguemines et Président de Chambre à la Cour d’Appel de Colmar.
Il est professeur à la Faculté de Droit de Strasbourg et à l’École Supérieure de la Magistrature à Paris.
Il crée le Minyan Ami, au 1 rue Silbermann à Strasbourg.

### Mort
Richard Neher est mort le 8 avril 1981. Il s’apprêtait avec son épouse à faire son aliyah en Israël.[réf. nécessaire]

## Publications
- André Neher & Richard Neher.  Transcendance et Immanence, Lyon, Yechouroun, 1946.
- Richard Neher. La Justice dans l'Ancien Testament. Extraits du Discours de Rentrée prononcé par Richard Neher à l'Audience Solennelle du 16 septembre 1955 à la Cour d'Appel de Colmar[15]

## Distinctions
Richard Neher est officier de l'ordre national de la Légion d'honneur.

## Pour approfondir